# Keith Gatlin
Keith Larnell Gatlin (Newark, 23 dicembre 1964) è un ex cestista e allenatore di pallacanestro statunitense, professionista in Germania, Grecia, Francia e Libano.

## Palmarès

### Squadra
- Coppa di Germania: 1

Brandt Hagen: 1994

### Individuale
- McDonald's All-American Game (1983)
- Miglior tiratore di liberi USBL (1991)